# Margherita di Svezia (1934)
Margherita di Svezia (nome completo in svedese Margaretha Désirée Victoria, coniugata Ambler; Solna, 31 ottobre 1934) è una principessa svedese.

## Biografia

### Infanzia ed educazione

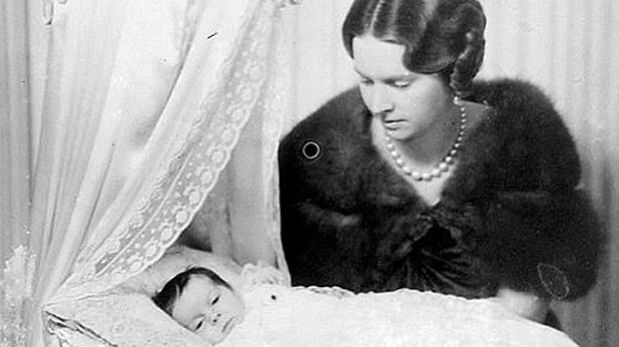
Margherita in culla con sua madre

La principessa Margherita è nata nel 1934, come primogenita del principe Gustavo Adolfo e di Sibilla di Sassonia-Coburgo-Gotha. Venne battezzata nel 1935. Nel 1947 rimase orfana del padre, deceduto in un incidente aereo all'aeroporto danese di Kastrup, di ritorno da un viaggio nei Paesi Bassi. 
Venne educata privatamente al palazzo di Haga e studiò sartoria alla Märthaskolan. Studiò anche ceramica e tessuti presso la Nyckelviksskolan e si formò come terapista occupazionale all'Ospedale universitario Karolinska.
A 22 anni si trasferì in Inghilterra per praticare l'inglese e si esercitò come terapista in un ospedale di Londra. Nonostante fosse la primogenita, non è in linea di successione al trono in quanto, all'epoca, la Costituzione non contemplava la successione femminile.

### Attività

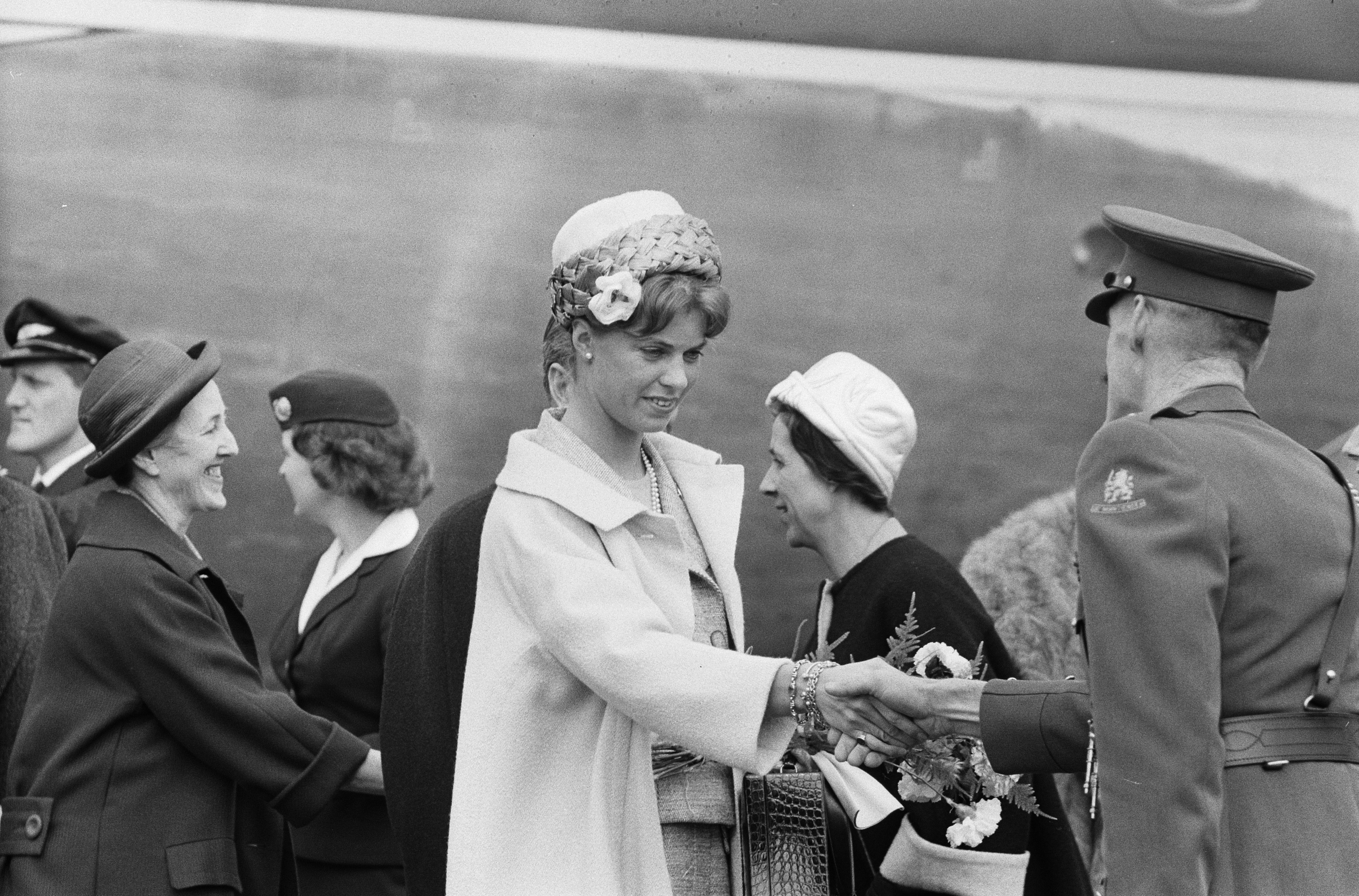
La principessa Margherita nel 1962

Nel giugno del 1960 si recò con la cugina Margherita di Danimarca e con Astrid di Norvegia negli Stati Uniti d'America, in occasione del primo volo transatlantico della Scandinavian Airlines. Durante il soggiorno, le tre principesse visitarono Disneyland, Hollywood e la Paramount Pictures a Los Angeles, incontrando Dean Martin, Jerry Lewis ed Elvis Presley.

### Vita privata

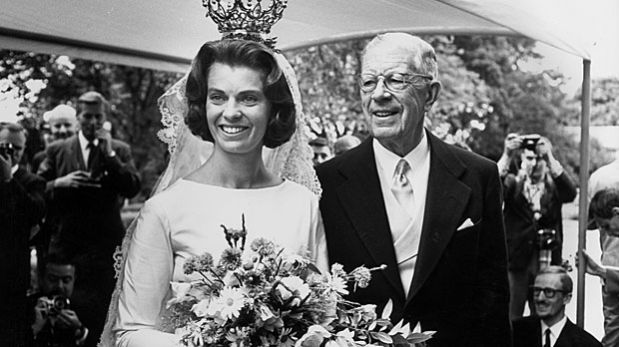
Margherita con il nonno Gustavo VI Adolfo nel giorno del suo matrimonio

Negli anni '50 iniziò una relazione con Robin Douglas-Home, diplomatico scozzese e nipote di Alec. La stampa ipotizzò che il loro rapporto, giunto al termine nel 1958, finì a causa della madre di Margherita che non approvava l'unione. Tuttavia, Ingrid Björnberg, la tata della principessa, scrisse nelle sue memorie che il rapporto terminò per la riluttanza di lei nel portare avanti la relazione.
Durante una festa in Inghilterra conobbe l'uomo d'affari John Kenneth Ambler (1924-2008), figlio del capitano Charles e di Louise Gwendolen Cullen. Il loro fidanzamento venne annunciato il 28 febbraio 1964 e si sposarono il 30 giugno, nella chiesa di Gärdslösa sull'isola di Öland.
Sposando un uomo di rango diseguale, Margherita perse il trattamento di Altezza reale acquisendo il titolo di "principessa Margherita, signora Ambler". La coppia si stabilì in Inghilterra, ma nel 1994 si separò, senza mai divorziare. Rimase vedova nel 2008.

## Discendenza
Margherita di Svezia e John Ambler ebbero due figli e una figlia:
- Sibylla Louise Ambler, nata il 14 aprile 1965, sposata nel 1998 con Cornelius Freiherr von Dincklage (1971). Hanno due figli:
  - Madeleine Charlotte Margaretha Freiin von Dincklage (1999)
  - Sebastian Eric Henning Freiherr von Dincklage (2000)
- Charles Edward Ambler, nato il 14 luglio 1966, sposato nel 1999 con Helen Ross (1969). Hanno due figlie:
  - Sienna Rose Ambler (2000)
  - India Tani Ambler (2003)
- James Patrick Ambler, nato il 10 giugno 1969, sposato nel 2001 con Ursula Mary Shipley (1965). Hanno due figli:
  - Lily Ambler (2003)
  - Oscar Rufus Ambler (2004).

## Titoli e trattamento
- 31 ottobre 1934 - 30 giugno 1964: Sua Altezza Reale, la principessa Margherita di Svezia
- 30 giugno 1964 - attuale: Principessa Margherita, signora Ambler

## Albero genealogico
|                                                               |                          |                                                                 | Genitori                                                    |  |  | Nonni |  |  | Bisnonni            |  |  | Trisnonni          |  |
|                                                               |                          |                                                                 |                                                             |  |  |       |  |  | Gustavo V di Svezia |  |  | Oscar II di Svezia |  |
|                                                               |                          |                                                                 |                                                             |  |  |       |  |  | Gustavo V di Svezia |  |  | Oscar II di Svezia |  |
|                                                               |                          | Sofia di Nassau                                                 |                                                             |  |  |       |  |  | Gustavo V di Svezia |  |  |                    |  |
| Gustavo VI Adolfo di Svezia                                   |                          |                                                                 |                                                             |  |  |       |  |  | Gustavo V di Svezia |  |  |                    |  |
|                                                               |                          | Vittoria di Baden                                               | Federico I di Baden                                         |  |  |       |  |  |                     |  |  |                    |  |
|                                                               |                          | Vittoria di Baden                                               | Federico I di Baden                                         |  |  |       |  |  |                     |  |  |                    |  |
|                                                               |                          | Vittoria di Baden                                               | Luisa di Prussia                                            |  |  |       |  |  |                     |  |  |                    |  |
| Gustavo Adolfo di Svezia                                      |                          | Vittoria di Baden                                               |                                                             |  |  |       |  |  |                     |  |  |                    |  |
|                                                               |                          | Arturo, duca di Connaught e Strathearn                          | Alberto di Sassonia-Coburgo-Gotha                           |  |  |       |  |  |                     |  |  |                    |  |
|                                                               |                          | Arturo, duca di Connaught e Strathearn                          | Alberto di Sassonia-Coburgo-Gotha                           |  |  |       |  |  |                     |  |  |                    |  |
|                                                               |                          | Arturo, duca di Connaught e Strathearn                          | Vittoria del Regno Unito                                    |  |  |       |  |  |                     |  |  |                    |  |
| Margherita di Connaught                                       |                          | Arturo, duca di Connaught e Strathearn                          |                                                             |  |  |       |  |  |                     |  |  |                    |  |
|                                                               |                          | Luisa Margherita di Prussia                                     | Federico Carlo di Prussia                                   |  |  |       |  |  |                     |  |  |                    |  |
|                                                               |                          | Luisa Margherita di Prussia                                     | Federico Carlo di Prussia                                   |  |  |       |  |  |                     |  |  |                    |  |
|                                                               |                          | Luisa Margherita di Prussia                                     | Maria Anna di Anhalt                                        |  |  |       |  |  |                     |  |  |                    |  |
| Margherita di Svezia                                          |                          | Luisa Margherita di Prussia                                     |                                                             |  |  |       |  |  |                     |  |  |                    |  |
|                                                               | Leopoldo, duca di Albany | Alberto di Sassonia-Coburgo-Gotha                               |                                                             |  |  |       |  |  |                     |  |  |                    |  |
|                                                               | Leopoldo, duca di Albany | Alberto di Sassonia-Coburgo-Gotha                               |                                                             |  |  |       |  |  |                     |  |  |                    |  |
|                                                               | Leopoldo, duca di Albany | Vittoria del Regno Unito                                        |                                                             |  |  |       |  |  |                     |  |  |                    |  |
| Carlo Edoardo di Sassonia-Coburgo-Gotha                       | Leopoldo, duca di Albany |                                                                 |                                                             |  |  |       |  |  |                     |  |  |                    |  |
|                                                               |                          | Elena di Waldeck e Pyrmont                                      | Giorgio Vittorio di Waldeck e Pyrmont                       |  |  |       |  |  |                     |  |  |                    |  |
|                                                               |                          | Elena di Waldeck e Pyrmont                                      | Giorgio Vittorio di Waldeck e Pyrmont                       |  |  |       |  |  |                     |  |  |                    |  |
|                                                               |                          | Elena di Waldeck e Pyrmont                                      | Elena di Nassau                                             |  |  |       |  |  |                     |  |  |                    |  |
| Sibilla di Sassonia-Coburgo-Gotha                             |                          | Elena di Waldeck e Pyrmont                                      |                                                             |  |  |       |  |  |                     |  |  |                    |  |
|                                                               |                          | Federico Ferdinando di Schleswig-Holstein-Sonderburg-Glücksburg | Federico di Schleswig-Holstein-Sonderburg-Glücksburg        |  |  |       |  |  |                     |  |  |                    |  |
|                                                               |                          | Federico Ferdinando di Schleswig-Holstein-Sonderburg-Glücksburg | Federico di Schleswig-Holstein-Sonderburg-Glücksburg        |  |  |       |  |  |                     |  |  |                    |  |
|                                                               |                          | Federico Ferdinando di Schleswig-Holstein-Sonderburg-Glücksburg | Adelaide di Schaumburg-Lippe                                |  |  |       |  |  |                     |  |  |                    |  |
| Vittoria Adelaide di Schleswig-Holstein-Sonderburg-Glücksburg |                          | Federico Ferdinando di Schleswig-Holstein-Sonderburg-Glücksburg |                                                             |  |  |       |  |  |                     |  |  |                    |  |
|                                                               |                          | Carolina Matilde di Schleswig-Holstein-Sonderburg-Augustenburg  | Federico VIII di Schleswig-Holstein-Sonderburg-Augustenburg |  |  |       |  |  |                     |  |  |                    |  |
|                                                               |                          | Carolina Matilde di Schleswig-Holstein-Sonderburg-Augustenburg  | Federico VIII di Schleswig-Holstein-Sonderburg-Augustenburg |  |  |       |  |  |                     |  |  |                    |  |
|                                                               |                          | Carolina Matilde di Schleswig-Holstein-Sonderburg-Augustenburg  | Adelaide di Hohenlohe-Langenburg                            |  |  |       |  |  |                     |  |  |                    |  |
|                                                               |                          | Carolina Matilde di Schleswig-Holstein-Sonderburg-Augustenburg  |                                                             |  |  |       |  |  |                     |  |  |                    |  |